# 寶靈街
寶靈街（英語：Bowring Street）是香港街道，位於九龍油尖旺區佐敦，香港著名市集之一，以售賣成衣為主。六十至九十年代，寶靈街相當熱鬧，店舖經營至深夜。
寶靈街以第四任香港總督寶靈命名，亦是九龍半島首條以港督作命名的街道；道路西接廣東道近柯士甸站，東接彌敦道近港鐵佐敦站，與柯士甸道與佐敦道大致平行。道路穿越官涌街、上海街、廟街、吳松街、白加士街及庇利金街。
寶靈街於1887年建成時，曾稱為第八街，1909年3月政府整頓九龍街道名稱時改為現稱。

## 沿路著名地點
- 九龍佐治五世紀念公園
- 官涌市政大廈

## 腳註
1. ↑  . www.hkmemory.org.   [2025-01-22].
2. ↑  . www.streetbazaars.gov.hk.   [2025-01-22]. （原始内容存档于2025-01-22）.
3. ↑  《香港歷史文化小百科16－趣談九龍街道》 爾東 著，第150-151頁，明報出版社，2004年11月，ISBN 962-8871-46-3